# 20 Cygni
20 Cygni (d Cygni) é uma estrela na direção da Cygnus. Possui uma ascensão reta de 19h 50m 37.73s e uma declinação de +52° 59′ 17.4″. Sua magnitude aparente é igual a 5.03. Considerando sua distância de 192 anos-luz em relação à Terra, sua magnitude absoluta é igual a 1.18. Pertence à classe espectral K3IIIvar. É uma estrela variável.